# Христодул (патриарх Александрийский)
Патриа́рх Христоду́л (греч. Πατριάρχης Χριστόδουλος, в миру Абд аль-Масих; ум. 21 ноября 932) — папа и патриарх Александрийский и всего Египта (907—932).
Был родом из Алеппо (Сирия). Избран патриархом Александрийским и рукоположён 17 июня 907 года в Иерусалиме.
В его патриаршество сгорел знаменитый храм Кесарии в Александрии.
Скончался 21 ноября 932 года.